# Joaquín Jesús Galán Pérez
Joaquín Jesús Galán Pérez (Villafranca de los Barros, Badajoz, 1942) es un político español perteneciente al PSOE, antiguo consejero de la Junta de Andalucía.
Joaquín Jesús Galán Pérez está licenciado en Derecho y es inspector de trabajo y Seguridad Social.
Joaquín Jesús Galán Pérez ingresó en el PSOE en 1974 y fue miembro de las Comisiones Generales de Comunidades Autónomas, miembro de la Asociación Española de Derecho del Trabajo y de la Seguridad Social y de la Asociación Española de Administración Pública. Entre 1982 y 1986, fue Consejero de Trabajo, Industria y  Seguridad Social de la Junta de Andalucía. A partir de esa fecha sería nombrado senador por designación autonómica hasta 1996. Entre 1996 y 2004, sería senador electo por la provincia de Sevilla.  
En 2004 se le concedió la Gran Cruz de la Orden del Mérito Civil